# (25833) 2000 ED15
2000 إي دي 15 (ويعرف أيضًا باسم (25833) 2000 إي دي 15 وفق تسمية الكوكب الصغير) (بالإنجليزية: 2000 ED15)‏ هو كويكب ضمن حزام الكويكبات؛ وترتيبه 25833 من حيث الاكتشاف.
اكتُشف هذا الجُرم الفلكي بواسطة جون بروفتون في 5 مارس 2000.

## وصلات خارجية
- (25833) 2000 ED15 في قاعدة بيانات مختبر الدفع النفاث لأجرام النظام الشمسي الصغيرة

- الاكتشاف · مخطط المدار ·  العناصر المدارية · المعلمات المادية

- (25833) 2000 ED15 على موقع ويكي سكاي: DSS2, SDSS, GALEX, IRAS, Hydrogen α, X-Ray, Astrophoto, Sky Map, Articles and images